# The Vampire (incisione)
The Vampire ("Il vampiro" o "La vampira") è un'incisione di Philip Burne-Jones realizzata nel 1897.

## Descrizione
L'opera raffigura una seducente e inquietante figura femminile, rappresentante il tema gotico della femme fatale, che siede accanto a un uomo senza vita in un interno oscuro. La modella per la vampira fu l'attrice Patrice Campbell, che si ritiene fosse anche l'amante dell'artista. L'incisione suscitò ampio interesse, ispirando una poesia di Rudyard Kipling e influenzando il cinema, in particolare il film La vampira del 1915. L'opera esplora l'ambiguità della seduzione e il concetto di vampirismo, un tema legato a leggende popolari diffuse in Europa fin dal XVIII secolo. The Vampire ha avuto un impatto duraturo sull'arte visiva e sulla cultura popolare, rafforzando l'immagine della vampira come simbolo di pericolo e tentazione.